# Lucien Démanet
Georges Lucien Démanet (Limont-Fontaine, 6 dicembre 1874 – Denain, 20 giugno 1943) è stato un ginnasta francese che vinse la medaglia di bronzo negli esercizi combinati di ginnastica alla II Olimpiade.
Gli esercizi combinati furono l'unico evento di ginnastica che si disputò alle Olimpiadi di Parigi del 1900. Vi presero parte 134 concorrenti, in larga parte francesi; gli stranieri in gara furono 25. Demanet si classificò al terzo posto con 293 punti. Il secondo posto nel corcorso olimpico gli valse la medaglia di bronzo.